# Rugby à XV en Tchéquie
Le rugby à XV est un sport mineur en Tchéquie. Les Tchèques vouent une véritable passion pour le football, discipline dans laquelle ils ont évolué au plus haut niveau mondial pendant de nombreuses années. Ils performent également en hockey sur glace. Début 2009, la République tchèque compte 4 600 licenciés, 21 clubs.
L'équipe de Tchéquie n'a jamais participé à la phase finale de Coupe du monde de rugby. Elle est considérée comme une équipe de troisième ordre, selon le classement actuel établi par l'IRB. Au 7 septembre 2009, elle est trente-cinquième au classement des équipes nationales de rugby.

## Histoire
Le rugby à XV est introduit en Tchécoslovaquie par l'écrivain Ondřej Sekora, de retour de France en 1926, avec un ballon de rugby et les règles,. Brno, la capitale de la Moravie est considérée comme le bastion du rugby tchécoslovaque, et le premier match y a lieu, entre le SK Moravská Slávie, basé à Brno-Pisárky, et AFK Zizka, de Brno. Les deux équipes sont entraînées par Sekora, qui introduit également les termes tchèques du lexique du rugby à XV.
Le rugby tchèque décolle après la Seconde Guerre mondiale, quand Zdenek Bárchenék, Eduard Krützner et Bruno Kudrna, organisent des rencontres contre la Pologne et l'Allemagne de l'Est. Le rugby à XV en République tchèque n'est pas historiquement un sport populaire. Mais l'accession au plus haut niveau du rugby à XV européen, le tournoi « B », le Championnat Européen des Nations, lui a donné une reconnaissance nationale. 

## Institution dirigeante
La fédération tchèque de rugby à XV, la Česká Rugbyová Unie (CRU), a la charge d'organiser et de développer le rugby à XV en République tchèque. Elle regroupe les clubs, les associations, les sportifs, les entraîneurs, les arbitres, pour contribuer à la pratique et au développement du rugby dans tout le pays. La Tchécoslovaquie a été un membre fondateur de la FIRA en 1934, est membre de l'International Rugby Board depuis 1988. La fédération gère l'Équipe de République tchèque de rugby à XV. Le Président de la fédération nationale s'appelle Krützner Eduard. La fédération nationale se trouve : Atletická 100/2, 160 17 Prague 6 – Strahov -Czech Republic.  

## Équipe nationale
L'équipe de Tchéquie de rugby à XV réunit une sélection des meilleurs joueurs tchèques de rugby à XV et participe aux compétitions internationales. Au 7 septembre 2009, elle est trente-cinquième du classement IRB des équipes nationales. Elle dispute le Championnat Européen des Nations et les épreuves qualificatives à la Coupe du monde de rugby à XV.